# Campeonato Rondoniense 1998
In 1998 werd het 52ste Campeonato Rondoniense gespeeld voor voetbalclubs uit de Braziliaanse staat Rondônia. De competitie werd georganiseerd door de FFER en werd gespeeld van 19 april tot 25 mei. Er werden twee toernooien georganiseerd, omdat Ji-Paraná beide won was er geen finale om de titel nodig. 

## Eerste toernooi

### Eerste fase
| Plaats | Club              | Wed. | W | G | V | Saldo | Ptn. |
| ------ | ----------------- | ---- | - | - | - | ----- | ---- |
| 1.     | Ji-Paraná         | 3    | 3 | 0 | 0 | 7:2   | 6    |
| 2.     | Cruzeiro          | 3    | 2 | 0 | 1 | 7:4   | 4    |
| 3.     | Guajará           | 3    | 1 | 0 | 2 | 4:7   | 2    |
| 4.     | Genus Rondoniense | 3    | 0 | 0 | 3 | 2:7   | 0    |

|  | Geplaatst voor finale |

### Finale
|              |           |       |          |  |
| 7 mei Finale | Ji-Paraná | 3 – 1 | Cruzeiro |  |
| 7 mei Finale |           |       |          |  |

## Tweede toernooi
| Plaats | Club              | Wed. | W | G | V | Saldo | Ptn. |
| ------ | ----------------- | ---- | - | - | - | ----- | ---- |
| 1.     | Ji-Paraná         | 3    | 3 | 0 | 0 | 6:1   | 6    |
| 2.     | Cruzeiro          | 3    | 2 | 0 | 1 | 9:6   | 4    |
| 3.     | Guajará           | 3    | 1 | 0 | 2 | 3:5   | 2    |
| 4.     | Genus Rondoniense | 3    | 0 | 0 | 3 | 2:8   | 0    |

|  | Geplaatst voor finale |

### Kampioen
| Campeonato Rondoniense de 1998 |
| Rondônia                       |
| ------------------------------ |
| JI-PARANÁ Kampioen (6° titel)  |